# تویوهیرو-کو، ساپورو
تویوهیرو-کو (به لاتین: Toyohira-ku) یک منطقهٔ مسکونی در ژاپن است که در ساپورو واقع شده‌است. تویوهیرو-کو ۴۶٫۳۵ کیلومتر مربع مساحت و ۲۱۴٬۴۳۷ نفر جمعیت دارد.